# Georg Kolbe

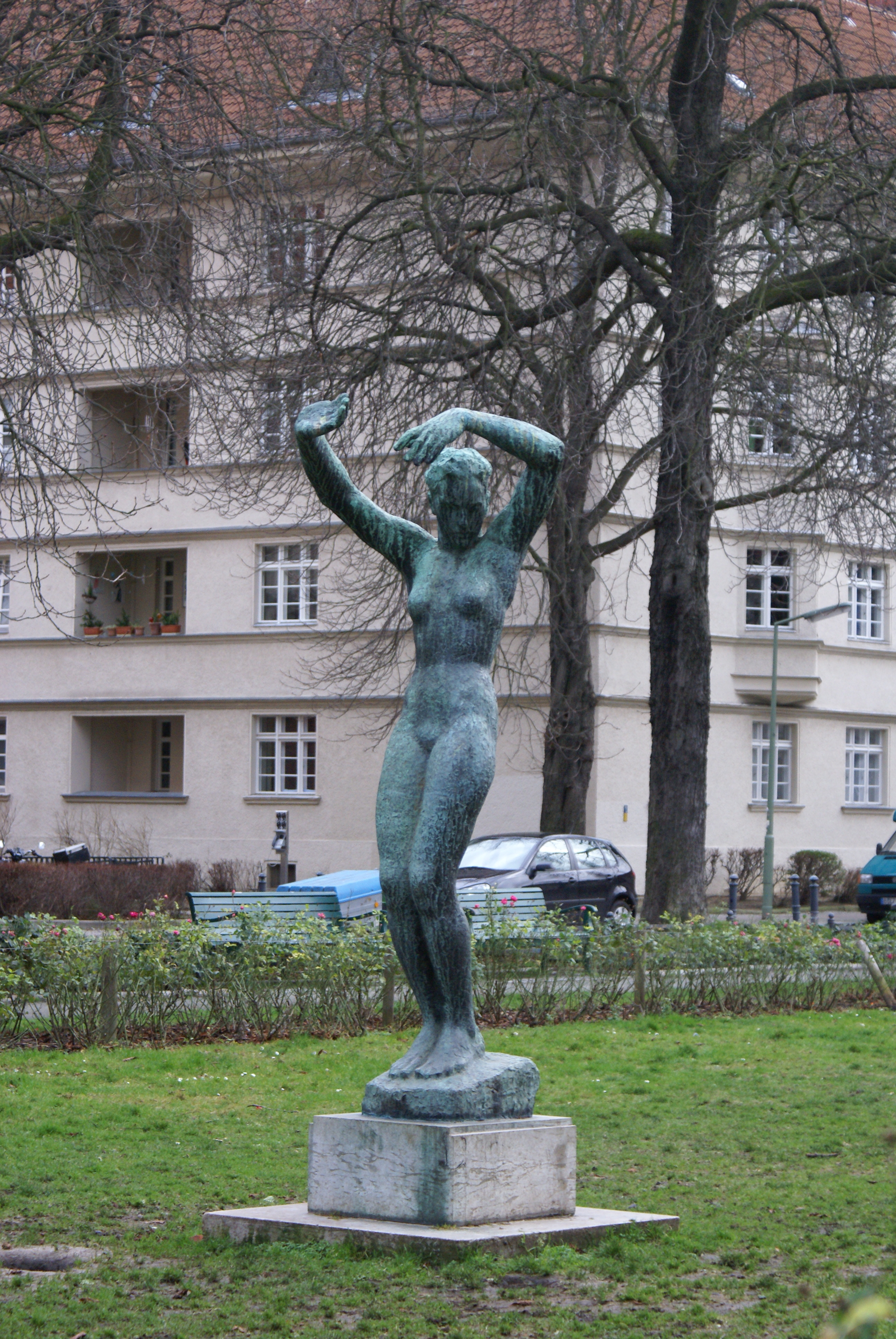
Der Morgen i Berlin.

Georg Kolbe, född 15 april 1877 i Waldheim, död 20 november 1947 i Berlin, var en tysk skulptör.  
Georg Kolbe utbildade sig till målare under slutet av 1800-talet i Dresden, München och Paris. Han började skulptera under en vistelse i Rom, där han studerade för skulptören Louis Tuaillon.  Hans konstnärliga genombrott kom 1912 med skulpturen Die Tänzerin.
I augusti 1934 publicerades ett upprop formulerat av Joseph Goebbels i NSDAP:s partiorgan Völkischer Beobachter. I korthet handlade detta om att offentligt visa Führern sin trohet. Det var undertecknat av namnkunniga författare, bildkonstnärer, konsthistoriker, arkitekter, skådespelare, musiker och tonsättare. Bland dem fanns Georg Kolbe.
Åren 1937–1944 ställde han varje år ut på Große Deutsche Kunstausstellung i München.
Mot slutet av andra världskriget återfanns Georg Kolbe på propagandaministeriets lista över "gudabenådade" kulturskapare, den så kallade Gottbegnadeten-Liste, vilket skänkte honom ett extra skydd av staten och befriade honom från allt deltagande i militär verksamhet.
Många av hans runt ett tusen skulpturer förstördes genom konfiskering, bombningar samt nedsmältning för att använda materialet i krigsproduktion. Hans skulpturer kan ses i många museer i Västeuropa, USA och Östeuropa. Hans ateljé, där han levde och verkade från 1929 till 1947, finns vid Sensburger Allee i Berlin. I huset inryms sedan 1950 även Georg Kolbe Museum.

## Offentliga verk i urval
- 1902 Frauenbildnis (Dresden)
- 1912 Die Tänzerin (Nationalgalleriet i Berlin)
- 1921 Assunta
- 1925 Der Morgen och Der Abend, (Ceciliengärten, Berlin)
- 1926-1947 Beethoven-Denkmal i Frankfurt am Main
- 1927 "Badende Frauen (Paar)" i (Hamburger Stadtpark).
- 1930 Rathenau-Brunnen i Volkspark Rehberge i Berlin
- 1933, 1935 Zehnkampfmann och Ruhender Athlet i Berlins olympiaområde
- 1945 Der Befreite

## Priser och utmärkelser
- Goethepriset 1936
- Asteroiden 7315 Kolbe[17]